# Casa Miquel Brillas
La casa Miquel Brillas era un edifici situat al carrer de les Flors, 7 del Raval de Barcelona, actualment desaparegut.

## Història i descripció
El 1889, Miquel Brillas i Sanllehí, natural d'Esplugues de Llobregat, va adquirir un magatzem al carrer de les Flors, i el 1894 va demanar permís per a enderrocar-lo i construir-hi un nou edifici, segons el projecte del mestre d'obres Joan Serra i Jané. De planta baixa i un pis, la façana adoptava un llenguatge eclecticista, amb pilastres rematades per capitells corintis a la porta principal i les obertures del primer pis, la balconada del qual tenia una interessant barana de ferro colat amb motius ornamentals. El coronament tenia un fris amb mènsules de tríglifs i una balustrada.
Els baixos van acollir diversos negocis, com el magatzem de ferros vells i maquinària Fill de Miquel Faura i el d'acers i maquinària de Ricard Fàbregas. Posteriorment, el Basar Perpinyà, instal·lat a la finca veïna de la Ronda de Sant Pau, 6-8, hi va ampliar-ne l'establiment.

### Intervenció arqueològica
A finals del segle xx, ambdues finques foren enderrocades per a la construcció d'una promoció d'habitatges i aparcament soterrat de Núñez i Navarro. Això va motivar la realització d'una sèrie de prospeccions arqueològiques, arran de les quals es va poder documentar un tram de la muralla medieval del segle xiv de 16 m de llarg per 2,20 m d’ample i 5,30 m d'alçada. Durant l'excavació del solar es va comprovar l'existència d'un talús de 2,70 m d'alçada (és a dir, la meitat de la documentada), fet amb carreus de pedra de Montjuïc de mida mitjana de 20 x 30 x 20 cm. La cara interna i el farciment n'estaven composts per morter de calç barrejat amb pedres sense escairar. En certs trams es van poder documentar les restes d’un recobriment vermellós. També hi havia una torre, la qual presentava una tècnica constructiva més acurada respecte a la resta de la muralla. Adossat a la seva base es va localitzar un paviment de morter de calç, i per sobre es van documentar uns estrats argilosos, un nivell d'abocament de les restes de fornades de terrissa, i un nivell de terra solta farcit amb material arqueològic entre el segle xiv i mitjans del xvii, afectats per la construcció de l'edifici enderrocat: desguassos, fosses sèptiques i soterranis. Per acabar, es va poder constatar el reaprofitament de carreus de la muralla a les estructures construïdes a partir de la segona meitat del segle xix.